# Lutz Korte
Lutz Korte wurde in der Lutherstadt Eisleben geboren. Nach Abschluss des Gymnasiums und des Studiums siedelte er in die alten Bundesländer über und arbeitete dort als Diplom-Ingenieur. 2010 kehrte er in das Mansfelder Land zurück. Neben Veröffentlichungen in den Anthologien des R.G. Fischer Verlages erschien im Jahre 2005 sein Roman „Himmlische Gespräche“, 2012 folgte der Gedichtband „Verdammte Geschlechter“.
2017 erschien der Gedichtband „Unendlicher Rausch“.
| Personendaten    | Personendaten        |
| ---------------- | -------------------- |
| NAME             | Korte, Lutz          |
| KURZBESCHREIBUNG | deutscher Autor      |
| GEBURTSDATUM     | 20. Jahrhundert      |
| GEBURTSORT       | Lutherstadt Eisleben |